# 墙草
墙草（学名：Parietaria micrantha）为荨麻科墙草属下的一个种。